# Nyssia alpinus
Nyssia alpinus là một loài bướm đêm trong họ Geometridae.